# Olaria Atlético Clube
L'Olaria Atlético Clube és un club de futbol brasiler de la ciutat de Rio de Janeiro.

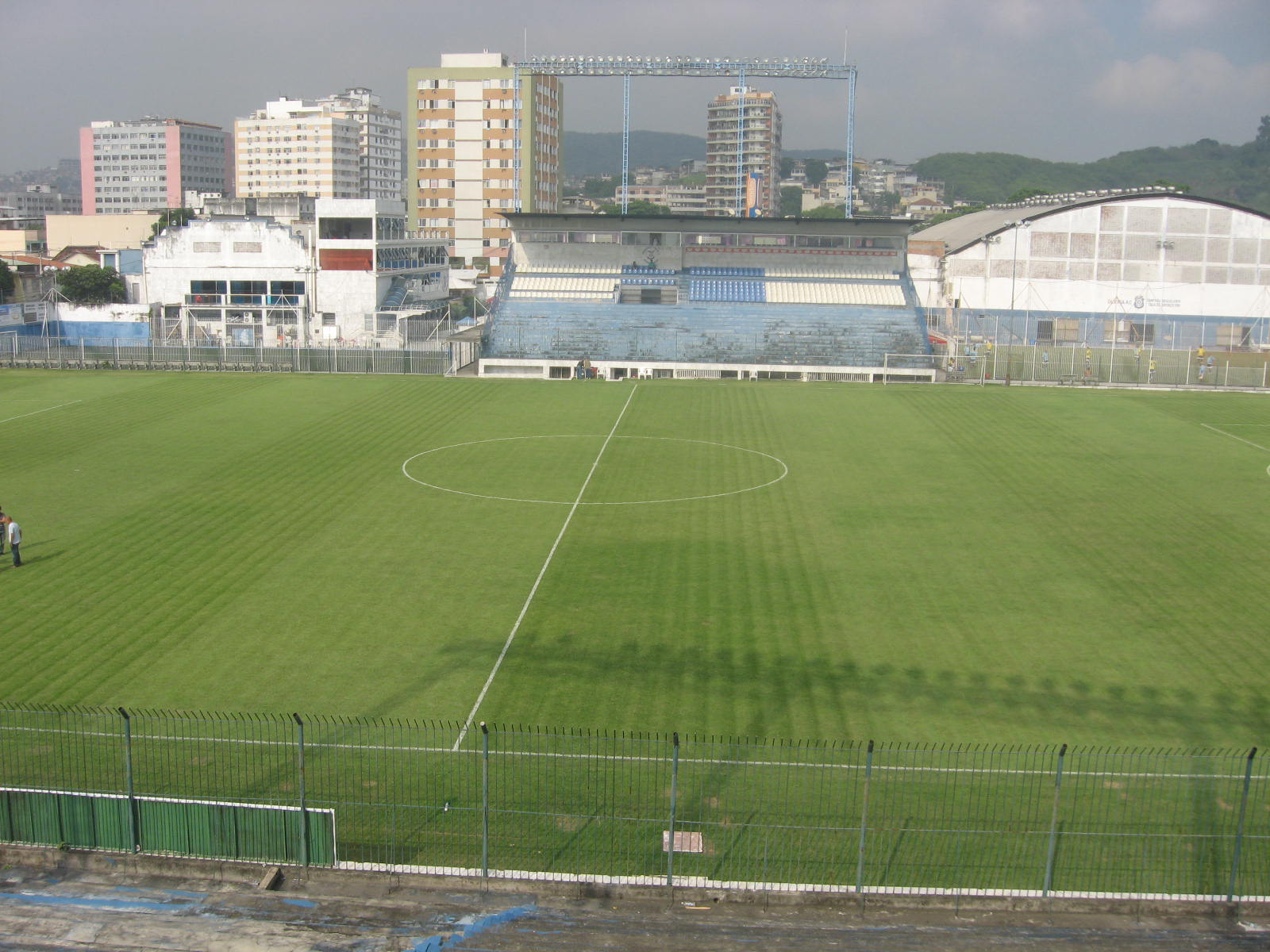
Estádio da Rua Bariri.

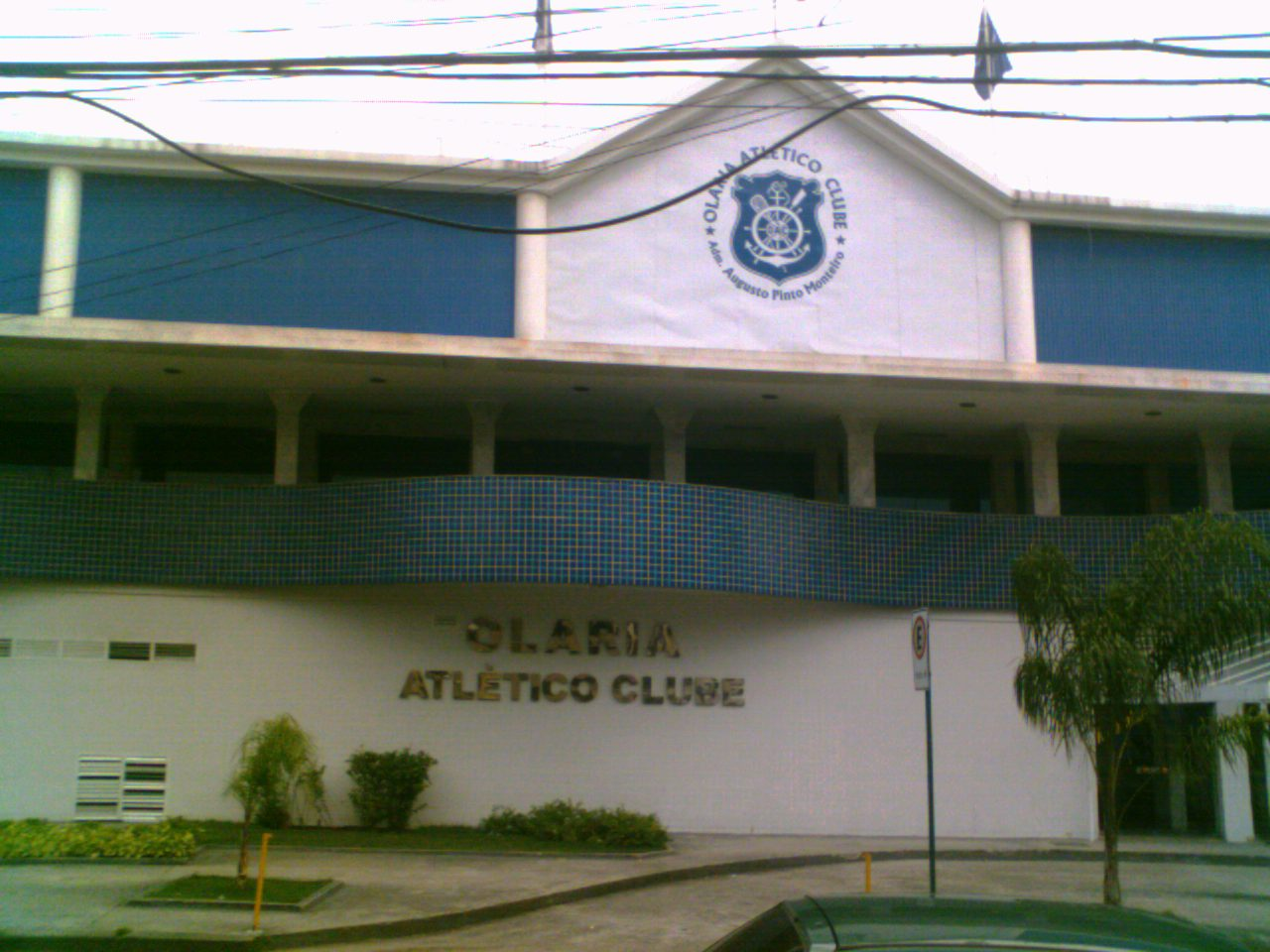
Olaria Atlético Clube seu.

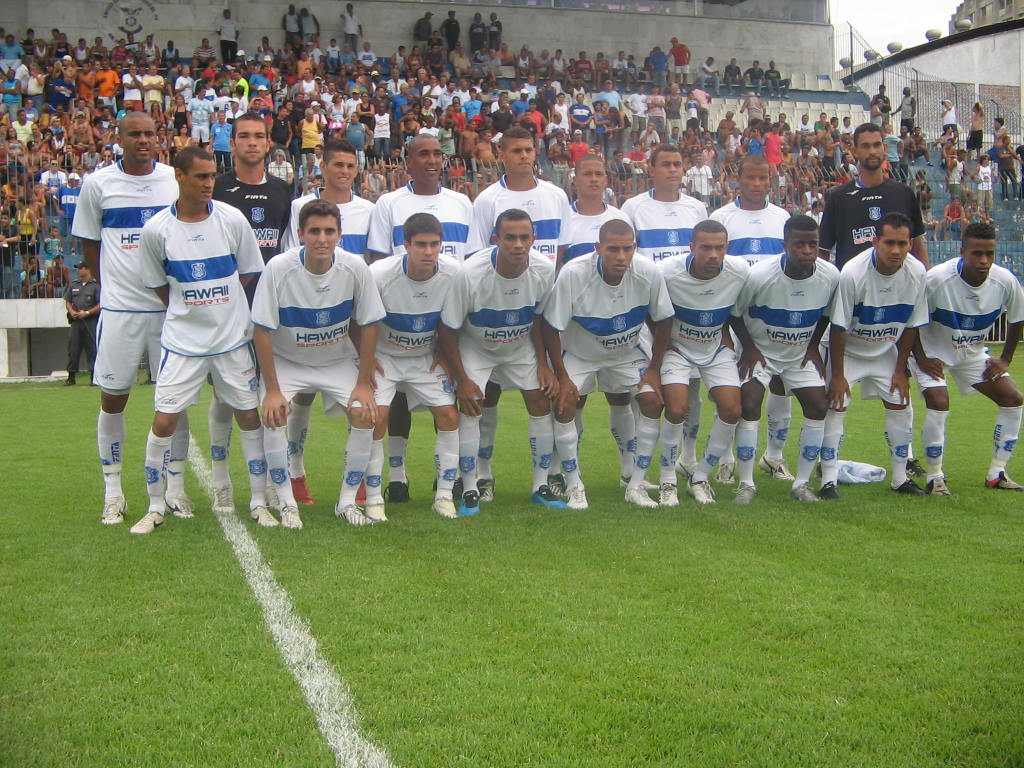
Equip l'any 2009.

El club va ser fundat el dia 1 de juliol de 1915 amb el nom Japonês Futebol Clube. Posteriorment adoptà el nom Olaria Atlético Clube.
El 1974 competí en el Campeonato Brasileiro Série A. El 1981 guanyà el Campeonato Brasileiro Série C. El 1983 guanyà el campionat carioca de segona divisió. El 2000 participà en la Copa João Havelange. El 2003 competí novament al Campeonato Brasileiro Série C.

## Palmarès
- Campeonato Brasileiro Série C:
  - 1981

- Campionat carioca de segona divisió:
  - 1931, 1938, 1980, 1983